# Cervo (Italië)
Cervo is een gemeente in de Italiaanse provincie Imperia (regio Ligurië) en telt 1176 inwoners (31-12-2004). De oppervlakte bedraagt 3,4 km², de bevolkingsdichtheid is 398 inwoners per km².

## Demografie
Cervo telt ongeveer 597 huishoudens. Het aantal inwoners daalde in de periode 1991-2001 met 5,0% volgens cijfers uit de tienjaarlijkse volkstellingen van ISTAT.
| Jaar | Inwoneraantal |
| ---- | ------------- |
| 1991 | 1258          |
| 2001 | 1195          |

## Geografie
Cervo grenst aan de volgende gemeenten: Andora (SV) en San Bartolomeo al Mare.

## Galerij

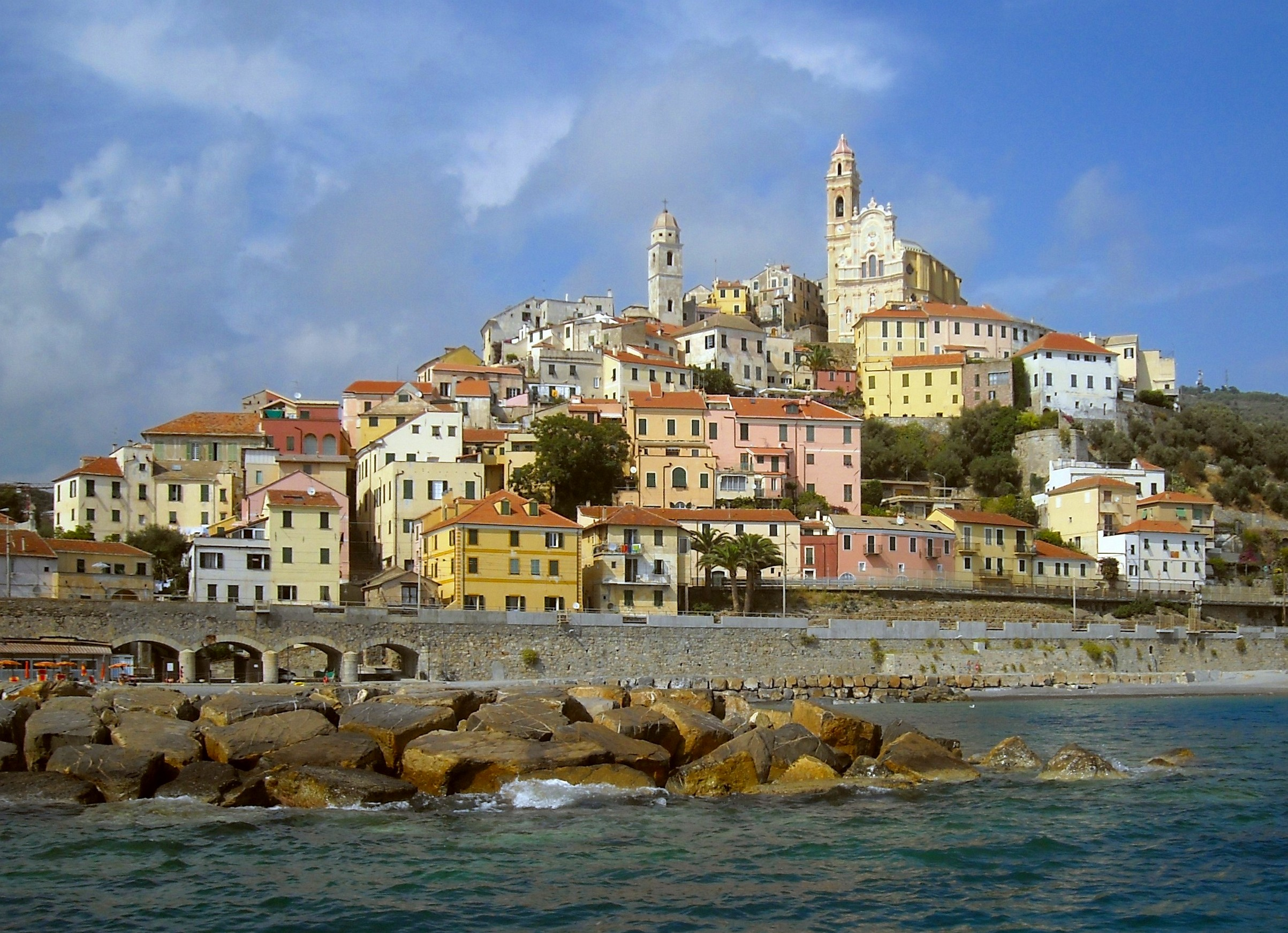
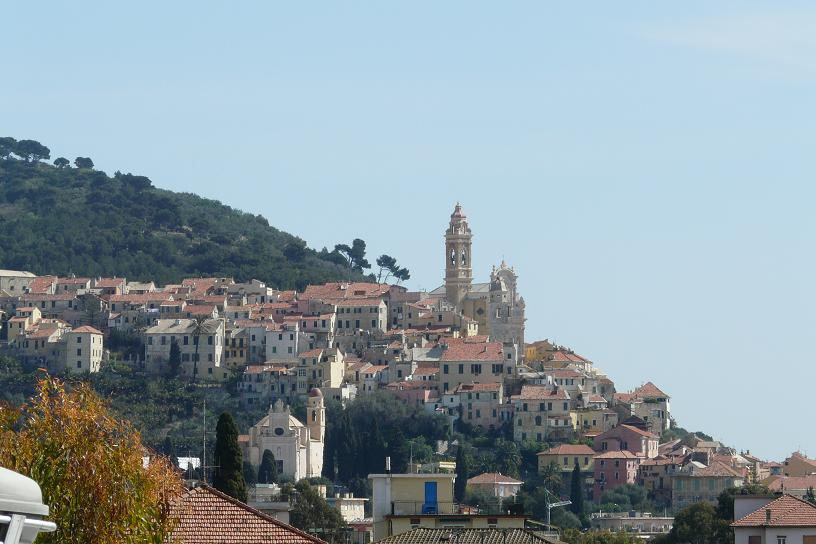
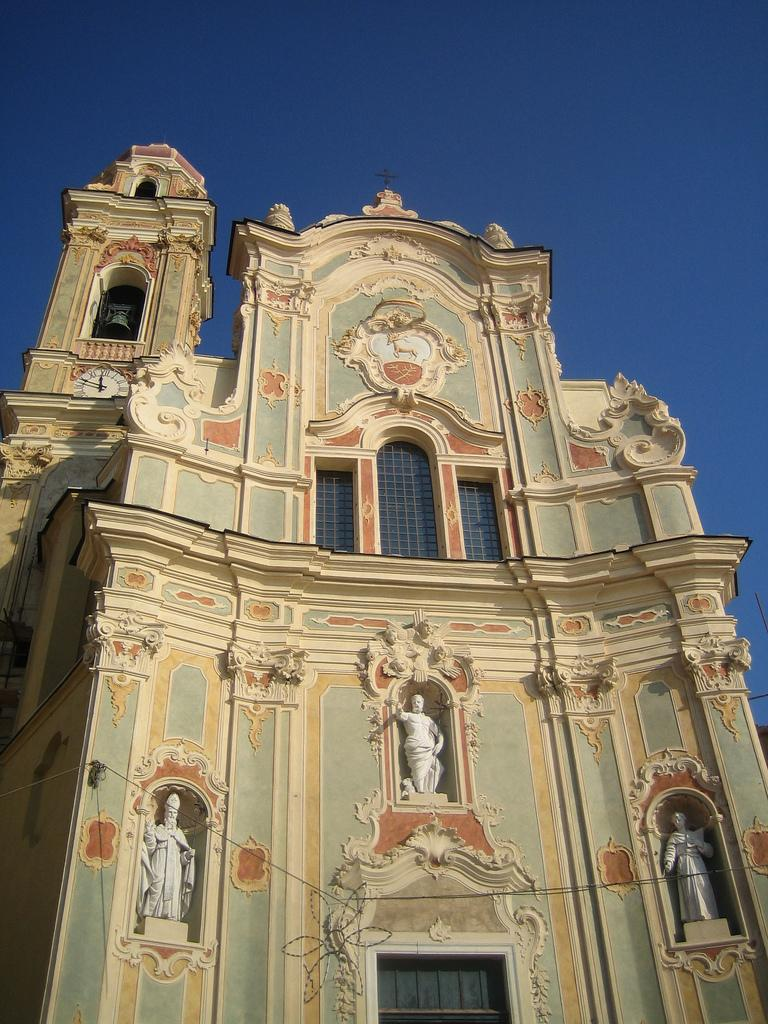
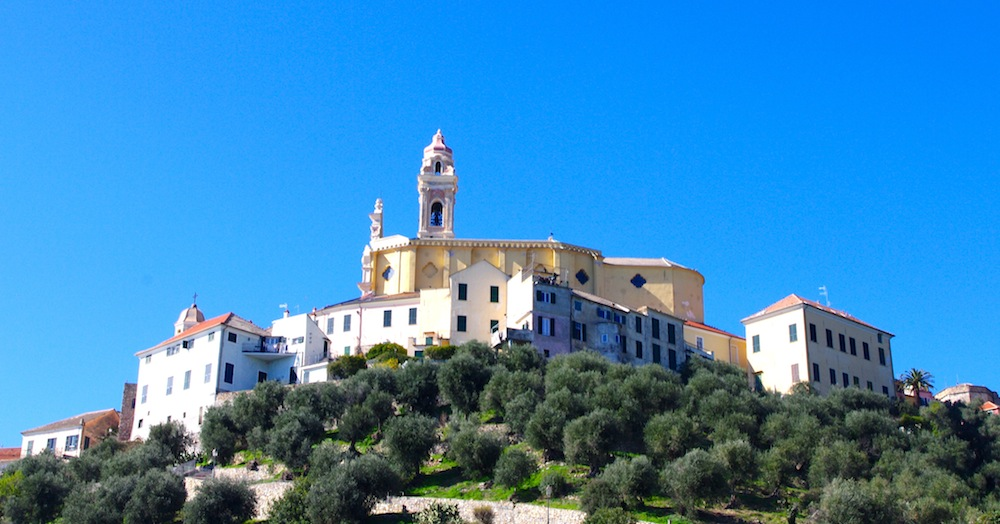
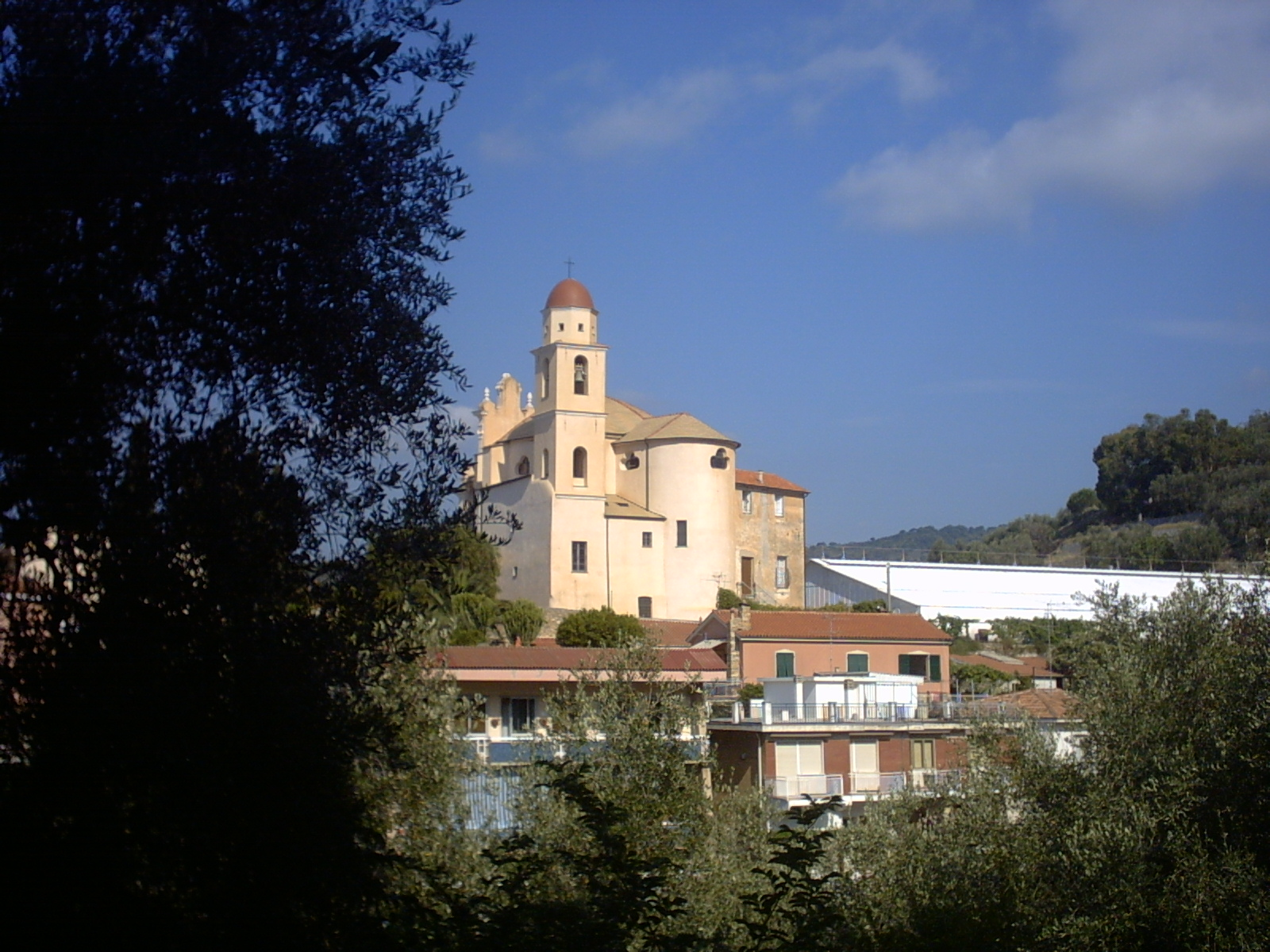
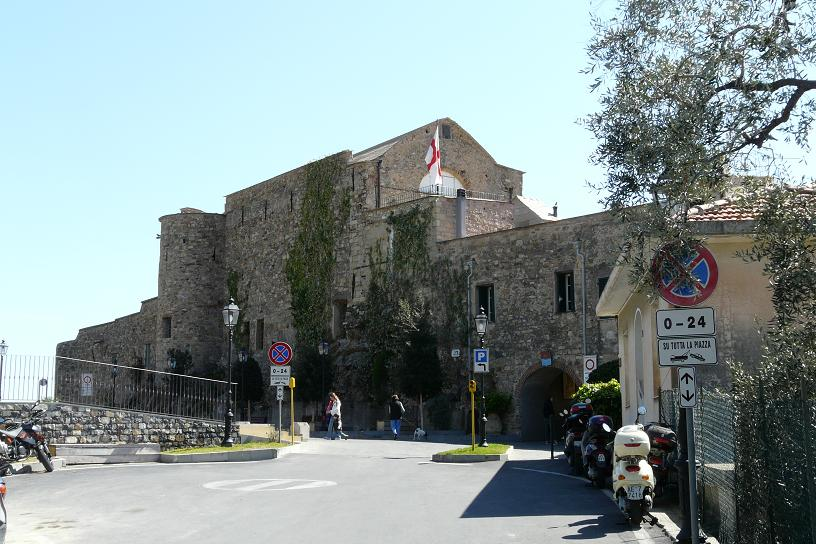
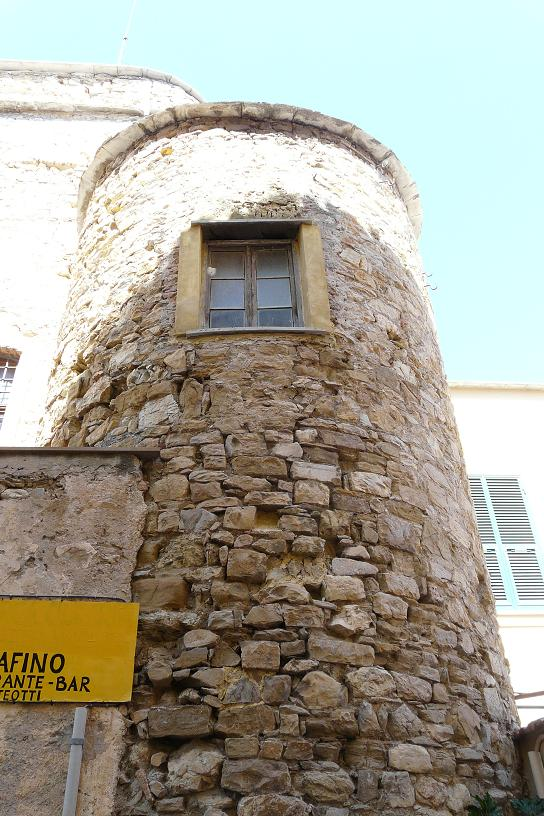
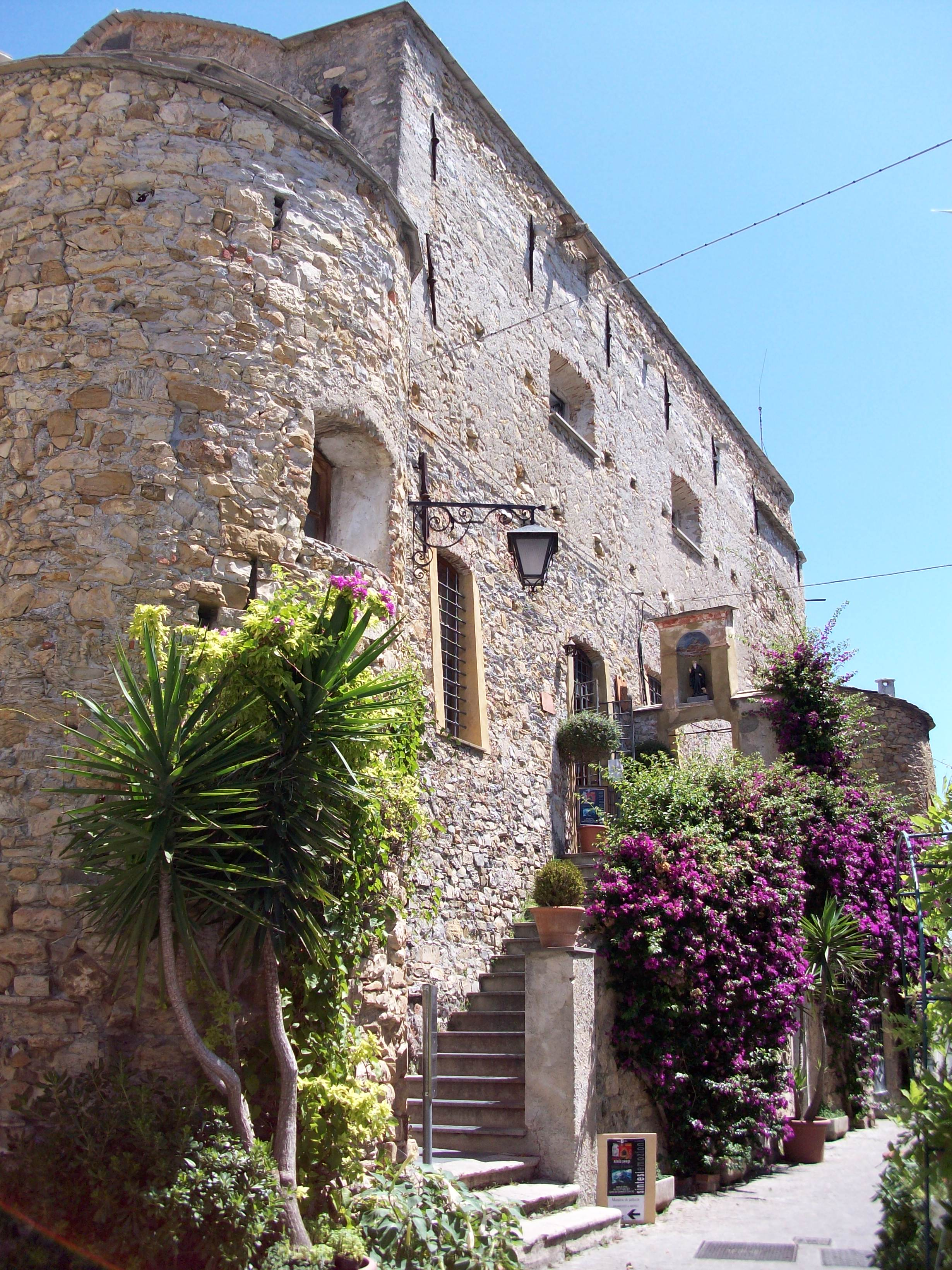
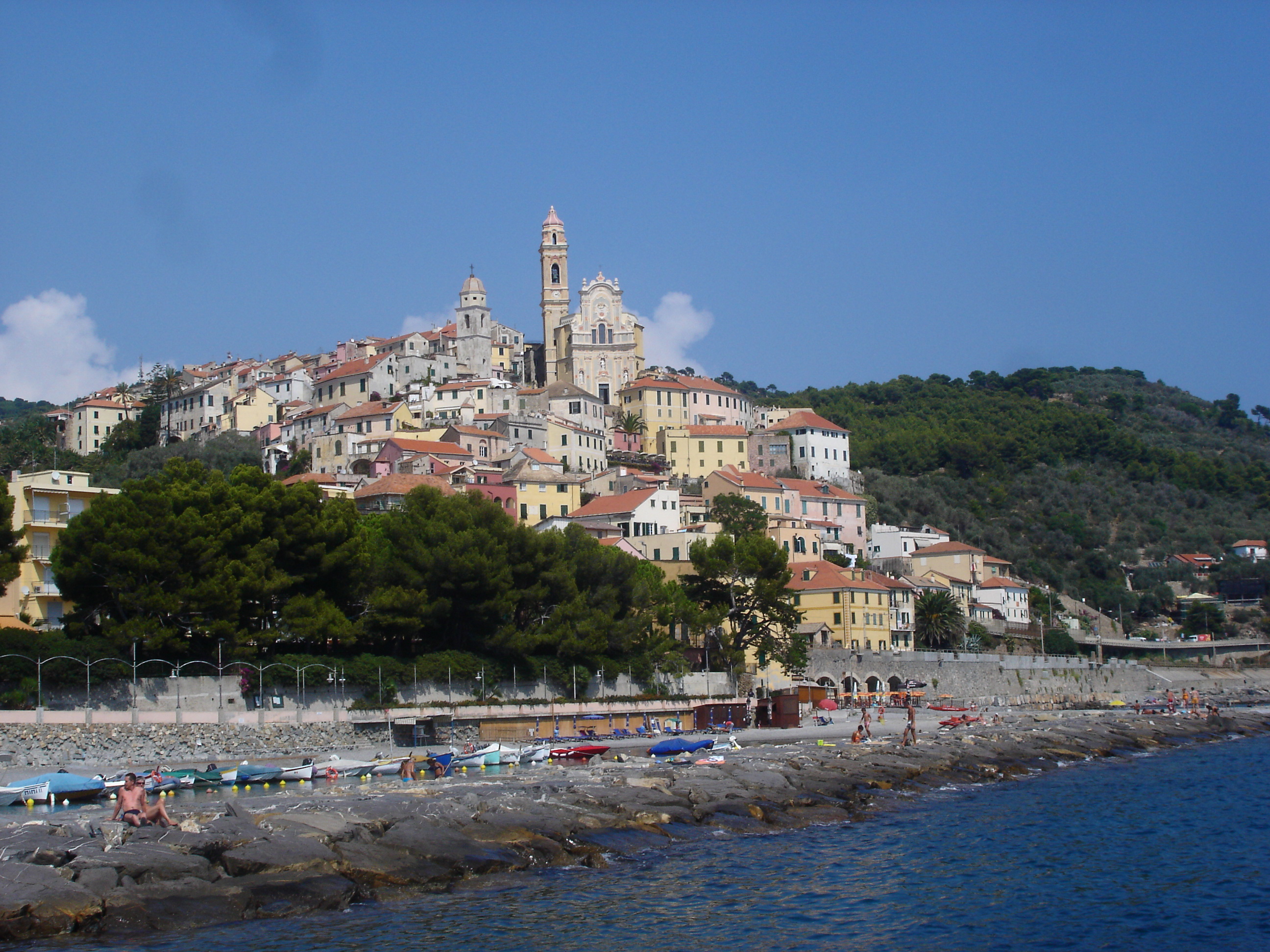